# مانگالاگیری
مانگالاگیری (به انگلیسی: Mangalagiri) یک منطقهٔ مسکونی در هند است که در Mangalagiri mandal واقع شده‌است. مانگالاگیری ۱۷٫۵۳ کیلومتر مربع مساحت و ۷۳٬۶۱۳ نفر جمعیت دارد و ۴۳ متر بالاتر از سطح دریا واقع شده‌است.